# Метод прямоугольников
Метод прямоугольников — метод численного интегрирования функции одной переменной, заключающийся в замене подынтегральной функции на многочлен нулевой степени, то есть константу, на каждом элементарном отрезке. Если рассмотреть график подынтегральной функции, то метод будет заключаться в приближённом вычислении площади под графиком суммированием площадей конечного числа прямоугольников, ширина которых будет определяться расстоянием между соответствующими соседними узлами интегрирования, а высота — значением подынтегральной функции в этих узлах. Алгебраический порядок точности равен 0. (Для формулы средних прямоугольников равен 1).
Если отрезок {\displaystyle \left[a,b\right]} является элементарным и не подвергается дальнейшему разбиению, значение интеграла можно найти по
1. Формуле левых прямоугольников: {\displaystyle \int _{a}^{b}f(x)\,dx\approx f(a)(b-a).}
2. Формуле правых прямоугольников: {\displaystyle \int _{a}^{b}f(x)\,dx\approx f(b)(b-a).}
3. Формуле прямоугольников (средних): {\displaystyle \int _{a}^{b}f(x)\,dx\approx f\left({\frac {a+b}{2}}\right)(b-a).}

## Составные квадратурные формулы
В случае разбиения отрезка интегрирования на {\displaystyle n} элементарных отрезков приведённые выше формулы применяются на каждом из этих элементарных отрезков между двумя соседними узлами. В результате, получаются составные квадратурные формулы
1. Для левых прямоугольников: {\displaystyle \int _{a}^{b}f(x)\,dx\approx \sum _{i=0}^{n-1}f(x_{i})(x_{i+1}-x_{i}).}
2. Для правых прямоугольников: {\displaystyle \int _{a}^{b}f(x)\,dx\approx \sum _{i=1}^{n}f(x_{i})(x_{i}-x_{i-1}).}
3. Для средних прямоугольников: {\displaystyle \int _{a}^{b}f(x)\,dx\approx \sum _{i=0}^{n-1}f\left({\frac {x_{i}+x_{i+1}}{2}}\right)(x_{i+1}-x_{i})=\sum _{i=1}^{n}f\left({\frac {x_{i-1}+x_{i}}{2}}\right)(x_{i}-x_{i-1}).}

Формулу с вычислением значения в средней между двумя узлами точке можно применять лишь тогда, когда подынтегральная функция задана аналитически, либо каким-нибудь иным способом, допускающим вычисление значения в произвольной точке. В задачах, где функция задана таблицей значений остаётся лишь вычислять среднее значение между интегралами, посчитанными по формулам левых и правых прямоугольников соответственно, что приводит к составной квадратурной формуле трапеций.
Поскольку составные квадратурные формулы являются ни чем иным, как суммами, входящими в определение интеграла Римана, при {\displaystyle n\to \infty } они сходятся к точному значению интеграла. Соответственно, с увеличением {\displaystyle n} точность получаемого по приближённым формулам результата возрастает.

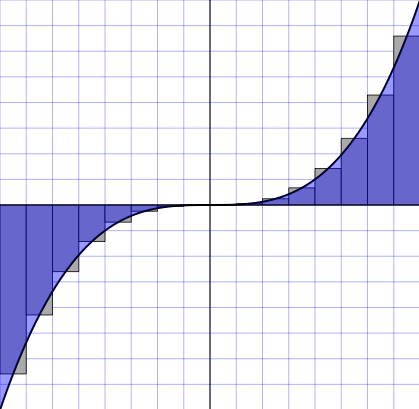
Метод средних прямоугольников

## Составные формулы для равномерных сеток
Равномерную сетку можно описать следующим набором формул:
{\displaystyle x_{i}=a+ih,\qquad h={\frac {b-a}{n}},}
где {\displaystyle h} — шаг сетки.
Для равномерных сеток формулы прямоугольников можно записать в виде следующих формул Котеса:
1. Составная формула левых прямоугольников: {\displaystyle \int _{a}^{b}f(x)\,dx\approx h\sum _{i=0}^{n-1}f_{i}=h(f_{0}+f_{1}+\ldots +f_{n-1}).}
2. Составная формула правых прямоугольников: {\displaystyle \int _{a}^{b}f(x)\,dx\approx h\sum _{i=1}^{n}f_{i}=h(f_{1}+f_{2}+\ldots +f_{n}).}
3. Составная формула средних прямоугольников: {\displaystyle \int _{a}^{b}f(x)\,dx\approx h(f_{0,5}+f_{1,5}+\ldots +f_{n-0,5}).}

## Погрешность методов
Для формул правых и левых прямоугольников погрешность составляет
{\displaystyle E(f)={\frac {f'(\xi )}{2}}h^{2}.}
Для формулы прямоугольников (средних)
{\displaystyle E(f)={\frac {f''(\xi )}{24}}h^{3}.}
Для составных формул правых и левых прямоугольников на равномерной сетке:
{\displaystyle E(f)={\frac {f'(\xi )}{2}}h^{2}\cdot n={\frac {f'(\xi )}{2}}(b-a)h.}
Для составной формулы средних прямоугольников:
{\displaystyle E(f)={\frac {f''(\xi )}{24}}h^{3}\cdot n={\frac {f''(\xi )}{24}}(b-a)h^{2}.}

## Пример реализации
Формула средних прямоугольников для аналитически заданной функции, написанная на С
```
double
 
InFunction
(
double
 
x
)
 
{
 
//Подынтегральная функция

  
return
 
0
;

}

double
 
CalcIntegral
(
double
 
a
,
 
double
 
b
,
 
int
 
n
)
 
{

  
double
 
result
 
=
 
0
,
 
h
 
=
 
(
b
 
-
 
a
)
 
/
 
n
;

  

  
for
(
int
 
i
 
=
 
0
;
 
i
 
<
 
n
;
 
i
++
)
 
{

    
result
 
+=
 
InFunction
(
a
+
h
/
2
+
i
*
h
);

  
}

  

  
result
 
*=
 
h
;

  
return
 
result
;

}

```